# Гольцікен
Гольцікен (нім. Holziken) — громада  в Швейцарії в кантоні Ааргау, округ Кульм.

## Географія
Громада розташована на відстані близько 65 км на північний схід від Берна, 8 км на південь від Аарау.
Гольцікен має площу 2,9 км², з яких на 15,7% дозволяється будівництво (житлове та будівництво доріг), 43,7% використовуються в сільськогосподарських цілях, 39,2% зайнято лісами, 1,4% не є продуктивними (річки, льодовики або гори).

## Демографія
2019 року в громаді мешкало 1474 особи (+19,8% порівняно з 2010 роком), іноземців було 17,3%. Густота населення становила 515 осіб/км².
За віковим діапазоном населення розподілялося таким чином: 18,7% — особи молодші 20 років, 64,9% — особи у віці 20—64 років, 16,4% — особи у віці 65 років та старші. Було 672 помешкань (у середньому 2,2 особи в помешканні).
Із загальної кількості 254 працюючих 22 було зайнятих в первинному секторі, 74 — в обробній промисловості, 158 — в галузі послуг.